# Breznik, Zagorje ob Savi
Breznik je naselje v Občini Zagorje ob Savi.